# Îlet Ragot
L'Îlet Ragot est un îlet inhabité de Martinique, un des îlets du Robert, appartenant administrativement à Le Robert.

## Géographie
L'îlet, situé au Nord de l'îlet Petit Piton, est un site protégé. Il s'étend sur environ 560 m de longueur pour une largeur approximative de 209 m et est séparé de l'îlet Chancel par un bras de mer d'environ 150 m.

## Histoire
Il a porté à la fin du XVIIIe siècle le nom d'îlet La Groute qui s'est progressivement transformé au XIXe siècle en La Grotte.
Il est, comme les îlets Boisseau, Chancel, Loup-Garou, Madame, Petite Martinique, Petit Piton et Petit Vincent, protégés par un arrêté de protection de biotope depuis 2002. Ils 
sont inscrits par l’arrêté ministériel du 28 juillet 2007.